# Всеобщие выборы в Гондурасе (2005)
Всеобщие выборы в Гондурасе прошли 27 ноября 2005 года. На них избирались президент, вице-президент и депутаты Национального конгресса Гондураса. Для выборов Конституция была изменена и создан пост единственного вице-президента (вместо трёх президентских назначенцев, которые шли с ним в списке на предыдущих выборах). Пропорциональное представительство было изменено с закрытых списков, когда избиратели голосовали за партию, на открытые списки.
Мануэль Селайя от Либеральной партии получил 45,6 % голосов и был избран президентом Гондураса. Явка составила 55,1 %. Открытые списки привели к существенному снижению переизбрания депутатов. Только 31 % депутатов Конгресса 2002—2006 годов были переизбраны.

## Президентские выборы
В президентских выборах участвовали кандидаты от 5 парламентских партий.
| Кандидат                                           | Партия                              | Голоса    | %    |
| -------------------------------------------------- | ----------------------------------- | --------- | ---- |
| Мануэль Селайя                                     | Либеральная партия                  | 999 006   | 45,6 |
| Порфирио Лобо                                      | Национальная партия                 | 923 243   | 42,2 |
| Хуан Ангел Алмендарес Бонилла                      | Партия демократического объединения | 29 754    | 1,4  |
| Хуан Рамон Мартинес                                | Христианско-демократическая партия  | 27 812    | 1,3  |
| Карлос Соса Коэлло                                 | Партия обновления и единства        | 20 093    | 0,9  |
| Недействительные/пустые бюллетени                  | Недействительные/пустые бюллетени   | 188 490   | 8,6  |
| Всего                                              | Всего                               | 2 190 398 | 100  |
| Зарегистрированных избирателей/Явка                | Зарегистрированных избирателей/Явка | 3 976 550 | 55,1 |
| Источник: TSE Honduras government election website |                                     |           |      |

## Парламентские выборы
| Партия                                             | Голоса    | %    | Места |
| -------------------------------------------------- | --------- | ---- | ----- |
| Либеральная партия                                 | 999 006   | 45,6 | 62    |
| Национальная партия                                | 923 243   | 42,2 | 55    |
| Партия демократического объединения                | 29 754    | 1,4  | 5     |
| Христианско-демократическая партия                 | 27 812    | 1,3  | 4     |
| Партия обновления и единства                       | 20,093    | 0,9  | 2     |
| Недействительные/пустые бюллетени                  | 188 490   | 8,6  |       |
| Всего                                              | 2 190 398 | 100  | 128   |
| Зарегистрированных избирателей/Явка                | 3 976 550 | 55,1 |       |
| Источник: TSE Honduras government election website |           |      |       |